# Maximiana in Byzacena
Maximiana in Byzacena (łac. Dioecesis Maximianensis in Byzacena) – diecezja historyczna w Cesarstwie rzymskim w prowincji Byzacena, współcześnie w Tunezji. Obecnie katolickie biskupstwo tytularne.

## Biskupi tytularni
| Lp. | Biskup                          | Funkcja                                                   | Od                   | Do                   |
| --- | ------------------------------- | --------------------------------------------------------- | -------------------- | -------------------- |
| 1   | Celestino Fernández y Fernández | emerytowany biskup Huajuapan de León (Meksyk)             | 25 lipca 1967        | 4 grudnia 1980       |
| 2   | Alfred Hughes                   | biskup pomocniczy Bostonu (USA)                           | 21 lipca 1981        | 7 września 1993      |
| 3   | Pierre Bürcher                  | biskup pomocniczy Lozanny, Genewy i Fryburga (Szwajcaria) | 29 stycznia 1994     | 30 października 2007 |
| 4   | Gerardo Alminaza                | biskup pomocniczy Jaro (Filipiny)                         | 29 maja 2008         | 14 września 2013     |
| 5   | Tsegaye Keneni Derera           | wikariusz apostolski Soddo (Etiopia)                      | 11 października 2013 |                      |